# Franziska Meyer Price
Franziska Meyer Price, geb. Franziska Meyer (* 1962 in München) ist eine deutsche Film- und Fernsehregisseurin.

## Leben
Nach dem Abitur assistierte Meyer Price neun Jahre in den Bereichen Ton, Kamera, Filmschnitt und Regie. Sie absolvierte ihr Studium an der Universität La Sapienza in Rom und der New York University. Seit 1997 arbeitet sie als freie Filmregisseurin und führte zunächst Regie bei zahlreichen Fernsehserien bzw. Serienfolgen der Fernsehsender RTL, Sat.1, ARD, ZDF und ProSieben. In den letzten Jahren ist die in Köln lebende Regisseurin auch aufgrund ihrer Fernsehspielfilme bekannt geworden.

## Werke

### Spielfilme
- 2003: Babystrich Ostblock
- 2003: Nur Anfänger heiraten
- 2004: Zwei Schwiegermütter und ein Baby
- 2005: Mein Mann und seine Mütter
- 2005: Eine Prinzessin zum Verlieben
- 2005: Ich bin ein Berliner
- 2006: Die Pirateninsel – Familie über Bord
- 2007: Küss mich, Genosse!
- 2007: Vater auf der Flucht
- 2009: Baby frei Haus
- 2009: Engel sucht Liebe
- 2010: Undercover Love (Fernsehfilm)
- 2011: Lindburgs Fall
- 2011: Stankowskis Millionen
- 2014: Männerhort
- 2015: Die Dienstagsfrauen – Zwischen Kraut und Rüben
- 2015: Die Insassen
- 2015: Weihnachts-Männer
- 2018: Der Nesthocker
- 2020: Berlin, Berlin – Der Film

### Fernsehserien
- 1997: 10 Episoden von Un posto al sole (RAI, Italien)
- 1997: 5 Episoden von Die Camper
- 1998: 5 Episoden von Vivere (Mediaset, Italien)
- 1998–2000: 13 Episoden von Mannezimmer (SRG, Schweiz)
- 1998–2000: 16 Episoden von Das Amt
- 1999: 18 Episoden von Höllische Nachbarn
- 1999: 5 Episoden von Ritas Welt
- 1999–2000: 13 Episoden von Mannezimmer
- 2000: 9 Episoden von Die Nesthocker – Familie zu verschenken
- 2001: 4 Episoden von Girlfriends
- 2001–2002: 10 Episoden von Fertig Lustig (SRG, Schweiz)
- 2001–2004: 42 Episoden von Berlin, Berlin
- 2002: 3 Episoden von Edel & Starck
- 2002: mehrere Episoden von Bürgerbüro (SRG, Schweiz)
- 2005: 4 Episoden von Der Dicke
- 2006: Ein Fall für den Fuchs: Über den Dächern von Frankfurt
- 2007: Die ProSieben Märchenstunde, Des Kaisers neue Kleider
- 2007: Die ProSieben Märchenstunde, König Drosselbart
- 2007: Die ProSieben Märchenstunde, Schneewittchen
- 2007: 4 Episoden von Die Stein
- 2008: 6 Episoden von Dr. Molly & Karl
- 2009–2011: 7 Episoden von Doctor’s Diary
- 2011: 4 Episoden von Die Draufgänger
- 2013: 3 Episoden von Old Christine (Serie, RTL)
- 2013: 8 Episoden der 1. Staffel Doc meets Dorf (Serie, RTL)
- 2023: 4 Episoden von Mandy und die Mächte des Bösen

## Preise
- 2004: Deutscher Fernsehpreis für Berlin-Berlin (beste Serie)
- 2004: Grimmepreis für Berlin-Berlin (beste Serie)
- 2004: International Emmy Award für Berlin-Berlin (beste Serie)
- 2009: Deutscher Comedypreis für Doctor’s Diary (beste Serie)
- 2012: Deutscher Comedypreis für Stankowskis Millionen (beste TV-Komödie)